# タウレドゥヌムの地すべりと津波
563年のタウレドゥヌム（中世ラテン語：Tauredunum）の地すべりはレマン湖に達し、津波を発生させ、湖岸一帯を荒廃させた。二人の同時代の歴史家は、この災害がレマン湖の東のタウレドゥヌムという場所で起きたと伝えている。津波は湖全体に広がり、湖岸の村々を襲い、ジュネーヴの市壁をも押し流し、多数の死者を出した。
2013年10月の発表の研究によれば、ローヌ川がレマン湖に流れ込む地点に集積した堆積物の崩壊がトリガーとなり、地すべりを起こしたと指摘している。この崩壊が巨大な地下の泥流を生じた。それにより数億立方メートルの堆積物がレマン湖に押しだされ、最大で16メートルの津波を生じさせ、70分以内にジュネーヴを襲った。これ以前に4回の津波の証拠が見つかっており、これはレマン湖で繰り返される現象であることを示唆している。この出来事は再び繰り返されるおそれがあり、より多くの人々に影響を及ぼす可能性がある。

## 史料の記述
この出来事の詳細はトゥールのグレゴリウスの『フランク史』に書かれている。
また、アウェンティクムのマリウスの『年代記』にも記述がある。

## タウレドゥヌムの場所、アルプスの津波

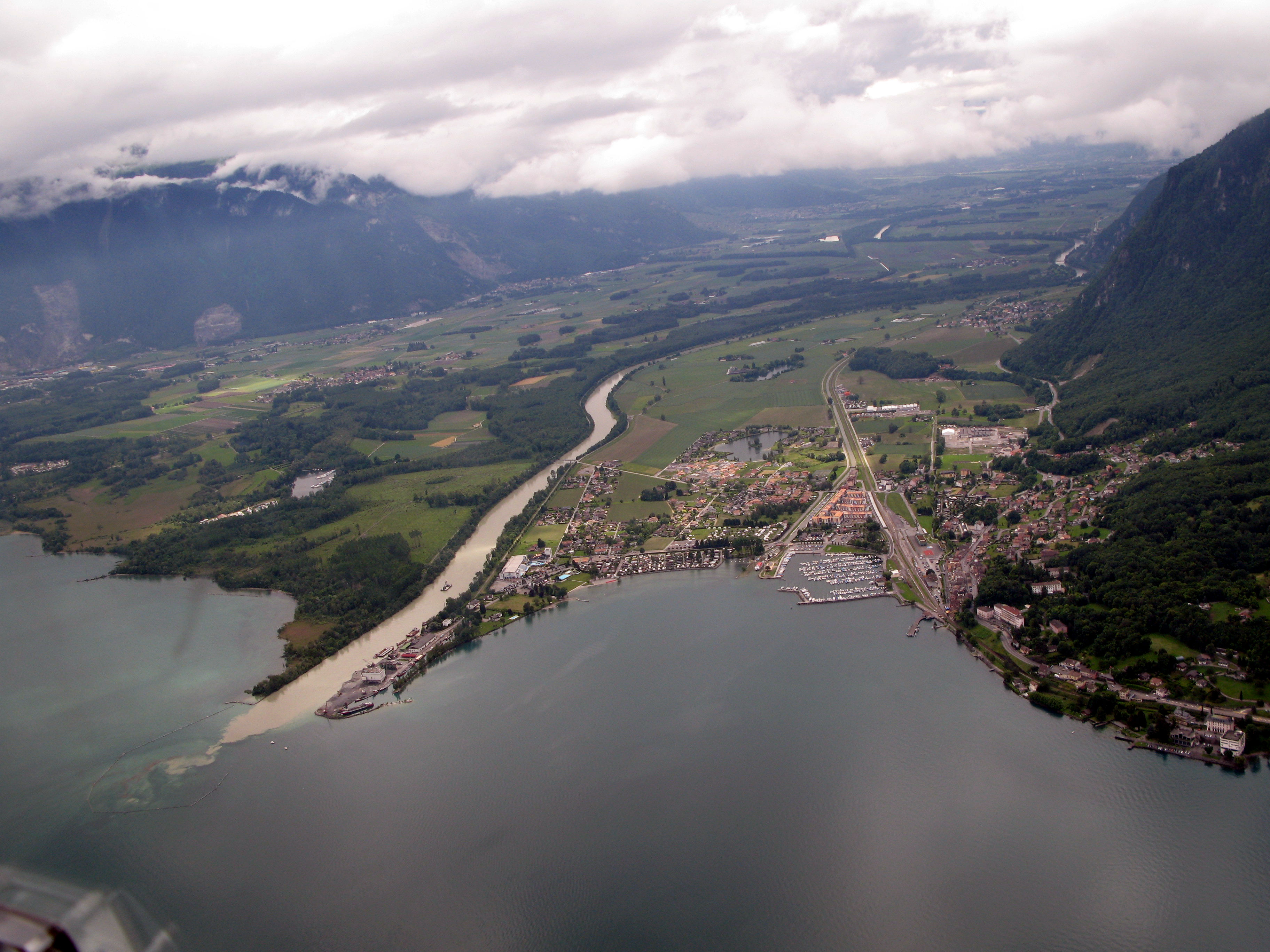
レマン湖に注ぐローヌ川

タウレドゥヌムの場所には議論があり、サン＝モーリス(Saint-Maurice)付近のボア＝ノワール森(Bois Noir)やサン＝ギンゴルフ(Saint-Gingolph)付近のブランシャール峰(Pic du Blanchard)の麓などともいわれているが、レゼヴエット(Les Evouettes)近郊のル・グラモン山(Le Grammont)であると考えられている。このあたりで、ローヌ川はレマン湖に注いでいる。このような地すべりはアルプスでは珍しくなく、1963年10月にはトック山の斜面が崩壊し、2億6000万立方メートルの土砂がバイオントダム湖に流れ込み、発生した津波で2500人近くが死亡した。より小規模ながら、地すべりによる津波はスイス国内でも他に少なくとも3件発生している（ルツェルン湖、ラウエルツ湖、ブリエンツ湖）。危険性はスイス連邦市民防衛局でも認識されており、地すべりによる津波は防災計画で評価されている。リギ山やビュルゲンシュトック山はよりリスクが高く、実際にビュルゲンシュトック山からルツェルン湖に巨礫が落水し、小規模な津波しか発生することは珍しくない。

## 津波の発生機序
ステファニー・ジラルドロとガイ・シンプソンらジュネーヴ大学の研究チームによれば、563年の津波は、地すべりが直接引き起こしたものではなく、湖底の堆積物の崩壊が引き起こしたという。研究チームは、大規模なタービダイトの扇状層が湖底に広がっているのを確認した。この扇状層はローヌ河口から北西方向に延びており、河口では川の流れが渓谷のような水面下の水路群を刻んでいた。タービダイト層は巨大で、長さ10キロ、幅5キロ以上にわたっており、平均水深は5メートル、少なくとも2億5000万立方メートルの容量を持つ。タービダイト層の生物遺存体の分析により、この層は381年から612年のものだとわかり、これはタウレドゥヌムの地すべりと矛盾しない。

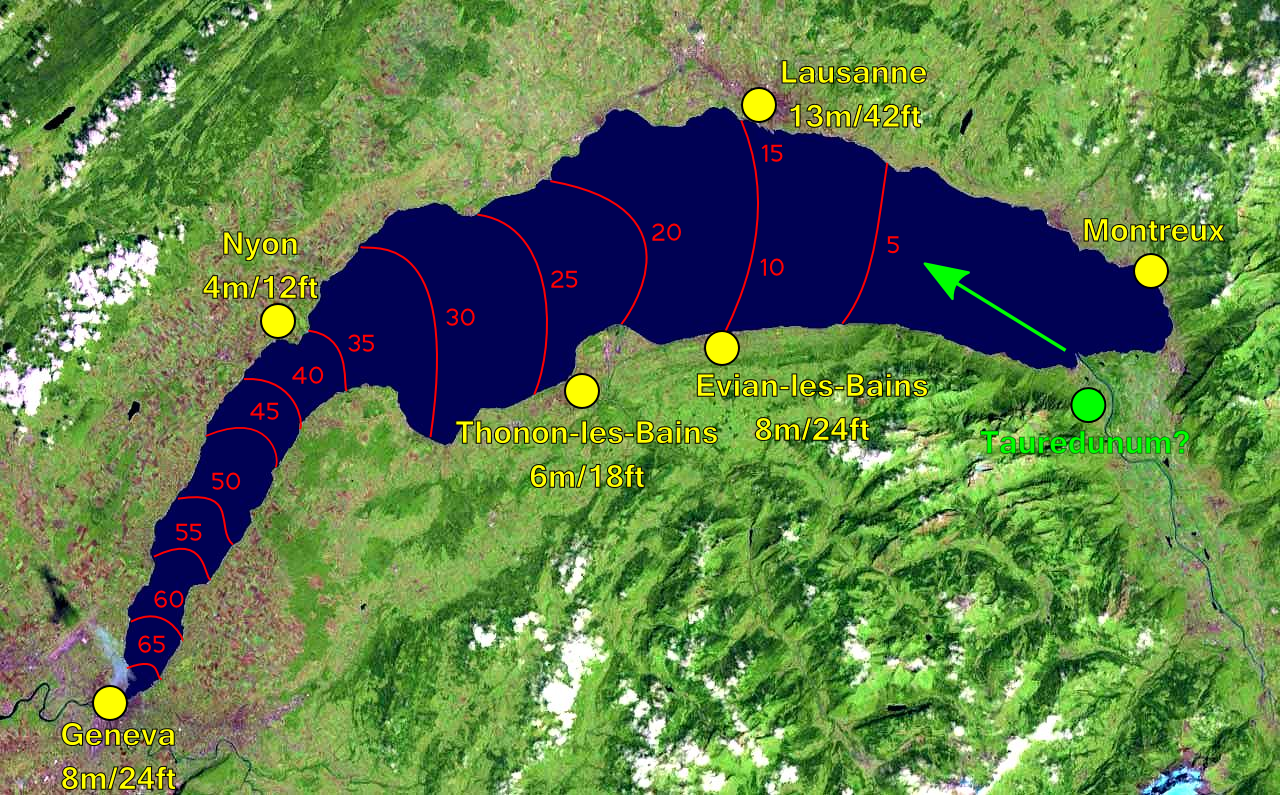
津波の到達時間と波高

この仮説によれば、タウレドゥヌムの地すべりが、ローヌ河口の堆積層を不安定化させ、その崩壊と巨大な津波を生じさせたという。コンピューターシミュレーションによれば、この崩壊によって最大で16メートルの津波が発生し、70分以内には湖全体へいきわたる。ローザンヌは15分後に13メートルの津波に襲わるだろうが、この都市は急坂にあるため被害は限定的である。ジュネーヴは8メートルの津波に襲われ、より大きな被害を被るだろう。この高さの津波であれば、年代記に書かれた破壊を引き起こしうる。他の湖岸の町々でも、エヴィアン＝レ＝バンで8メートル、トノン＝レ＝バンで6メートル、ニヨンで4メートルの津波に襲われるであろう。津波は時速70キロで伝わるため、避難のための時間は少ないであろう。
研究チームは、さらに4つのタービダイト層を発見しており、この津波が19000年前の最終氷期以降のレマン湖で繰り返されていることを示唆している。発生周期を求めるには、さらなる研究が必要だが、ガイ・シンプソンは「（津波は）確かに起こったことで、いつかまた起きると予測できる」としている。カタリナ・クレーマーは、海だけでなく淡水でも津波のリスクはあるし、それはレマン湖に限らず、他の山岳湖でも同様だと指摘し、「湖岸に急斜面のあるすべての湖で津波のリスクが認められる」にもかかわらず 、「多くの人間が湖で津波が起きることを知らず、このリスクは軽視されている」と警鐘を鳴らしている。このリスクはジュネーヴでは顕著である。ジュネーヴは低地であり、津波を強化する漏斗状水域の突端にあるからである。現在レマン湖畔には100万人以上が住んでおり、次の津波の影響はより甚大かもしれない。